# Cedel International
Cedel International ou Cedel (CEntrale DE Livraison de valeurs mobilières) est l'ancien nom de la chambre de compensation et dépositaire central Clearstream.

## Histoire
Cedel est créée au Luxembourg le 28 septembre 1970 par 66 banques de 11 pays. 17 de ces banques sont luxembourgeoises. La plupart sont des filiales de banques non-luxembourgeoises. La création de Cedel est une réponse des banques européennes à la création d'Euroclear par J.P. Morgan & Co. en 1968. Gérard Soisson est le premier directeur général, et Ernest Backes conçoit le système informatique en collaboration avec les ingénieurs d'IBM.
En octobre 1972, Cedel compte 371 banques adhérentes. Dans les années 1970, son volume d'affaires explose, surtout grâce aux banques italiennes (60 % des transactions). En 1980, Ernest Backes devient le numéro 3 de Cedel.
En 1995, Cedel devient Cedel Bank.
Elle est rebaptisée Clearstream en septembre 1999 lorsqu'elle fusionne avec la Deutsche Börse Clearing.
Sa filiale en Suisse, Cedel Genève, est radiée du registre du commerce le 13 juillet 2003.

## Description
Cedel International était un organisme dont l’objet consiste à assurer le clearing ainsi que le dépôt centralisé d’euro-obligations et d’actions. Elle était l'une des deux chambres de compensation internationale (clearing) pour les Eurobonds, l'autre étant Euroclear, basée à Bruxelles. Chaque banque détentrice de parts ne pouvait posséder plus de 5 % de la société.

## Cedel et la Banco Ambrosiano
En juillet 1983, avant que l'affaire Banco Ambrosiano soit rendue publique, Gérard Soisson (en) (1935–1983), directeur général de la chambre de compensation Clearstream, est retrouvé mort en Corse. Deux mois avant, Ernest Backes, numéro trois de Cedel, a été licencié. Backes écrit plus tard un livre avec le journaliste Denis Robert, Révélation$, dénonçant un système de comptes non-publiés chez Cedel International, qui en ferait une machine globale à blanchir l'argent. Ernest Backes affirme dans ce livre, publié en 2002, que son licenciement était lié au scandale Ambrosiano :
« Lorsque Soisson fut tué, l'affaire Ambrosiano n'était pas encore devenue un scandale. Une fois révélée, je réalisais que Soisson et moi avions été au croisement. On bougeait toutes ces transactions dont on apprit plus tard l'existence à Lima et dans d'autres succursales. Personne d'autre ne savait qu'il y avait des filiales de la Banque Ambrosiano à Lima et dans d'autres pays sud-américains »
« Personne ne savait, aucun auteur, aucun journaliste ayant écrit sur l'affaire... Personne n'a jamais trouvé trace de Cedel dans cette affaire. Pourquoi ? Parce qu'aucun journaliste n'est parvenu à enquêter sur les systèmes de clearing. Tout le monde ignore leur existence. Beaucoup n'ont encore pas compris, même aujourd'hui, la raison d'être des chambres de compensation internationale. »